# Jean-François Regnard
Pour les articles homonymes, voir Regnard (homonymie).
Jean-François Regnard, né le 7 février 1655 à Paris mort le 4 septembre 1709 au château de Grillon à Dourdan, est un écrivain et dramaturge français.
Il est considéré aux XVIIIe et XIXe siècles comme le meilleur poète comique français après Molière. Voltaire dit à son sujet : « Qui ne se plaît pas avec Regnard n'est pas digne d'admirer Molière. »
Outre ses célèbres comédies, on lui doit des récits de ses voyages, un petit roman, la Provençale, qui n'est que sa propre histoire, ainsi que des poésies diverses, parmi lesquelles on remarque une Satire contre les maris, en réponse à la satire de Boileau contre les femmes.

## Biographie
Fils de Pierre Renard et de Marthe Gellée, riches marchands qui habitaient sous les piliers des Halles, Jean-François Regnard est né le 7 février 1655 à Paris. Il est baptisé le 8 février 1655 en l'église Saint-Eustache.
Regnard fut élevé avec soin en recevant une solide éducation. Il paraît avoir montré, dès le collège, un caractère indépendant et un goût des plaisirs qui l’entraînèrent bientôt dans une vie romanesque et vagabonde.

### De l'Italie à l'Algérie: les écueils amoureux

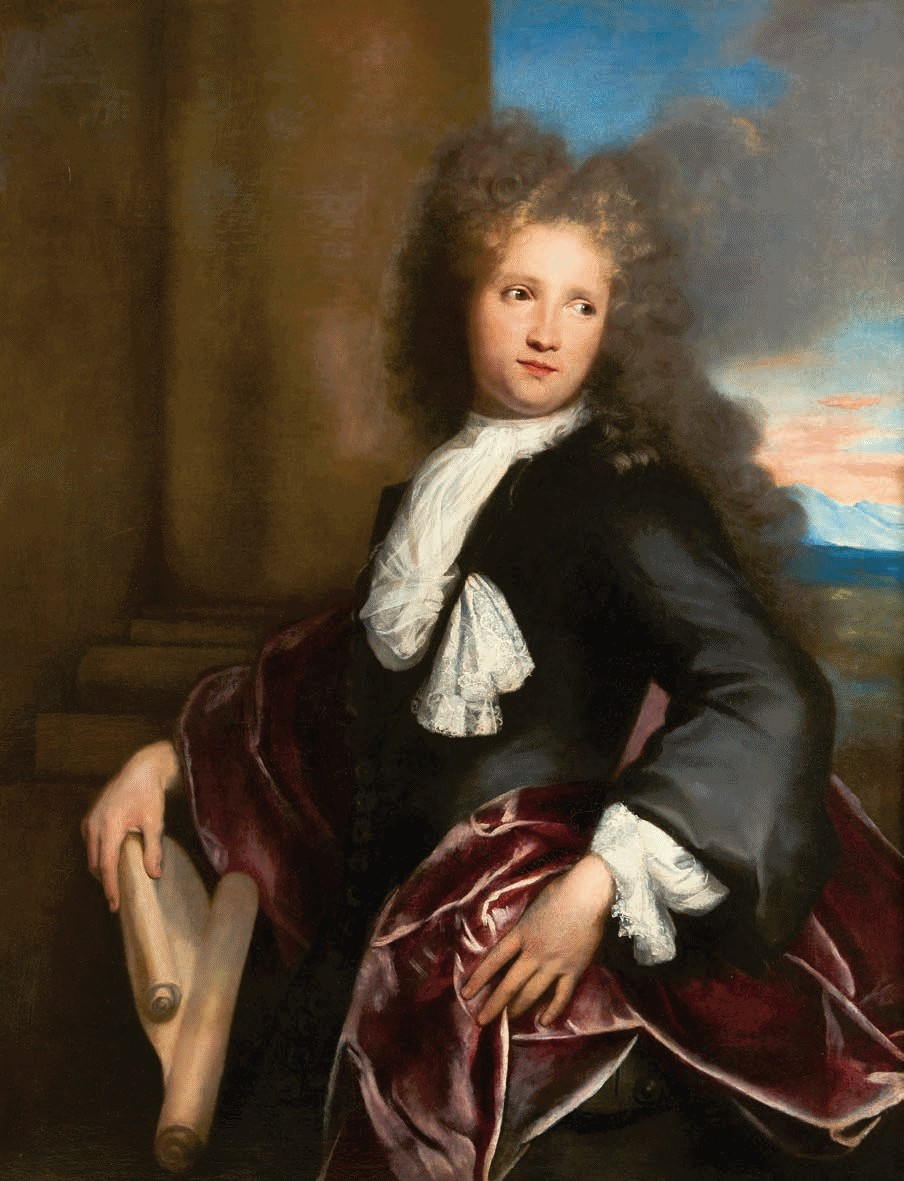
Portrait de Jean-François Regnard, XVIIIe siècle, copie d'après Henri Antoine de Favanne.

Ayant perdu son père à l’âge de vingt ans, et se trouvant maître d’une fortune assez considérable, aux alentours de 40 000 écus de legs, il était tout destiné à rejoindre le grand monde en se fixant à Paris.
Néanmoins, poussé par ses penchants de pérégrin, il résolut de voyager et alla d’abord en Italie où, commençant à satisfaire la passion pour le jeu qu’il garda toute sa vie, il gagna beaucoup d'argent, si bien qu'à son retour à Paris, il rentrait lesté de 10 000 écus supplémentaires malgré ses frais d'expédition.
À Bologne, il s'éprit d’une belle Provençale mariée du nom d'Elvire et en devint l'amant. Devant rentrer en France avec Prade, son époux, elle proposa à Regnard de la suivre. Trop épris et ne pouvant résister à ses charmes, il s’embarqua avec elle et son mari sur une frégate anglaise au port de Civitavecchia. Le navire fut pris par des corsaires algériens et les passagers vendus à Alger comme esclaves, en octobre 1678.
Étant bel homme, à la fois prévenant et enjoué, il s’acquit rapidement les bonnes grâces des femmes du foyer chez son maître Achtem Talem, chez qui il régentait la cuisine. Mais celui-ci, le soupçonnant d'entretenir des relations avec l'une de ses favorites, le livra à la justice pour le punir de ce crime ; le feu ou la conversion à l'islam l'attendait.
Par chance, dans le même temps, Robert-Louis Langoisseur de La Vallée, consul de France en Algérie, avait reçu une douzaine de milliers d'écus de la famille de Regnard afin de le libérer, lui, ainsi qu'Elvire et son valet de chambre. Il proposa autoritairement à Achtem Talem ce montant substantiel, en échange de la libération et de la levée des charges contre Regnard ; ce qu'il accepta, non sans résistance.
Ils revinrent en France et s'installèrent à Paris. Le bruit s’étant répandu que le mari de sa maîtresse était mort, il se préparait à l’épouser quand celle-ci aurait accompli une courte période de deuil. Mais c’était une fausse nouvelle, Prade reparut. Ce retour fut célébré par une nouvelle noce entre les deux époux. Pour se distraire de sa malheureuse passion, Regnard se mit à voyager de nouveau, pour ne revenir que lorsqu'il serait guéri de son cruel brandon.

### Errances en terres germaniques
Il quitta Paris le 26 avril 1681 et visita successivement, avec quelques amis, les États Belges dont le comté de Flandre et le Brabant, la Hollande, le Danemark puis la Suède ; d'où il s’avança jusqu’en Laponie, au-delà de Tornio grâce aux commodités accordées par le roi Charles XI de Suède. Dans cette dernière contrée, où il eut pour compagnons de voyage deux gentilshommes français, les sieurs Corberon et Fercourt, il grava le 22 août 1681 sur un rocher en haut de la montagne Melavara quatre vers en latin devenus célèbres, mais cette inscription n'a jamais été retrouvée :
Gallia nos genuit ; vidit nos Africa ; Gangem

Hausimus, Europamque oculis lustravimus omnem :

Casibus et variis acti terraque marique,

Hic tandem stetimus, nobis ubi defuit orbis.
Une plaque de bois, sur laquelle ces vers furent également gravés, est toujours visible dans l'entrée de la petite chapelle du village lapon de Jukkasjärvi, à proximité de Kiruna. Elle est signée : « de Fercourt, de Corberon, Regnard ».
Le voyageur français Aubry de La Mottraye vit cette inscription trente-six ans plus tard, en 1718, et en rapporta sa propre traduction :
La France nous a donné la naissance ; nous avons vu l'Afrique et le Gange,

Parcouru toute l'Europe

Nous avons eu différentes aventures tant par mer que par terre ;

Et nous nous sommes arrêtés en cet endroit, où le monde nous a manqué.
Regnard revint à Stockholm, fit un compte rendu au roi des mœurs, religions et coutumes des habitants de Laponie, puis partit le 3 octobre 1681 pour le port polonais de Gdańsk. De là, il explora la Pologne, la Hongrie puis l’Allemagne, avant de revenir en France le 4 décembre 1683 où, définitivement guéri de ses passions pour Elvire, le jeu et les voyages, il pouvait se fixer.
Bruxelles lui doit une légende tenace, relative à la construction de l'Hôtel de Ville de la célèbre Grand'place. Il y invente que l'architecte de cet édifice se serait suicidé en s'apercevant que la tour du beffroi n'est pas centrée, soit une explication pour le moins farfelue, étant donné les agrandissements successifs de la construction médiévale, effectués par plusieurs architectes.

### Mondanité, plaisirs et théâtre

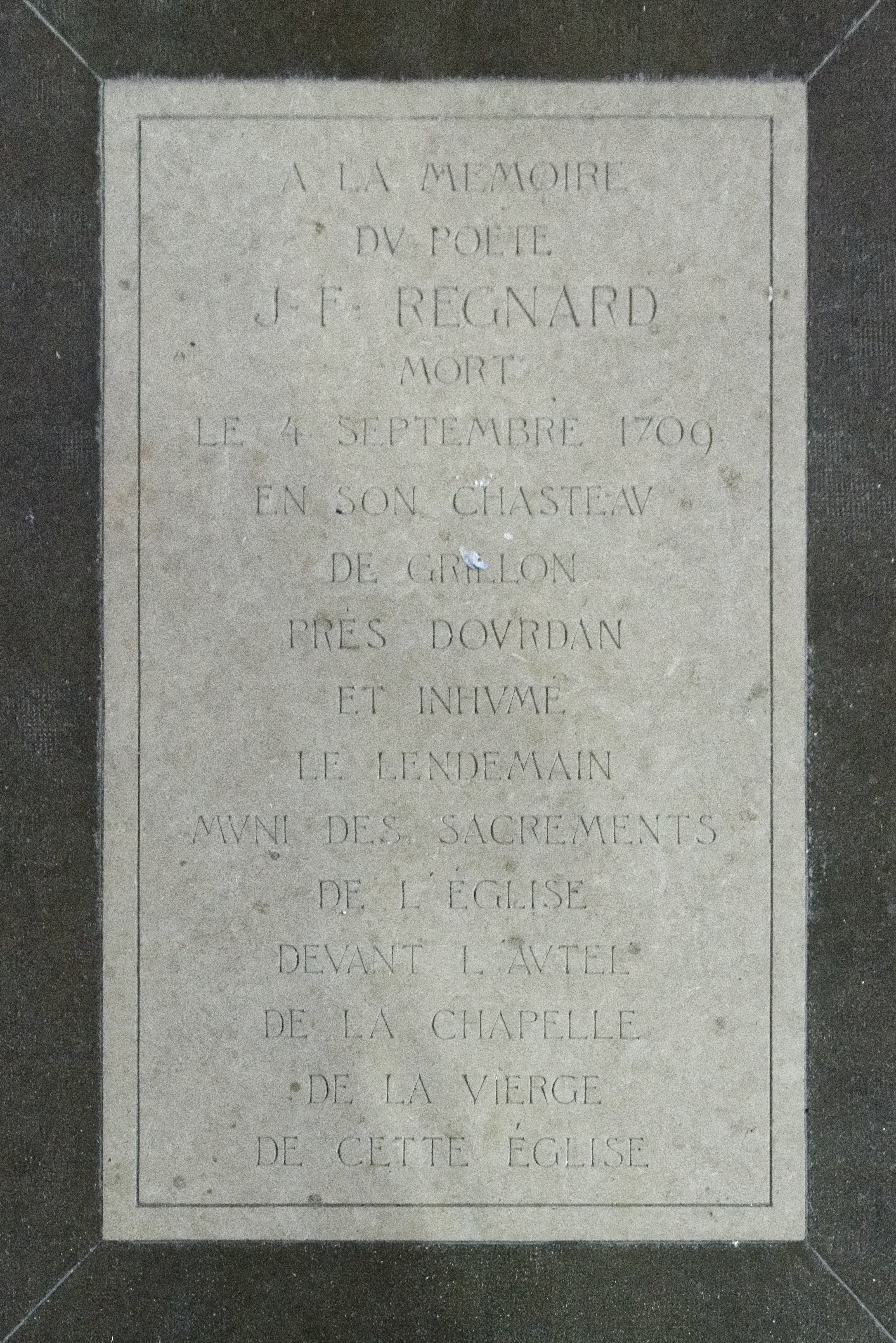
Plaque en mémoire de Régnard dans l'l'église Saint-Germain-d'Auxerre de Dourdan

Il acheta une charge de trésorier de France au bureau des finances de Paris. Il l'exerça pendant une vingtaine d'années. Le reste du temps, il ne songeait plus qu'aux plaisirs de la bonne chère et de la commensalité. Sa maison, située rue de Richelieu au pied de Montmartre, devint un séjour recherché par les gens les plus distingués et les plus aimables du pays. Regnard les charmait par sa verve spirituelle et le récit de ses voyages. On y voyait fréquemment aussi de grands seigneurs, entre autres Condé et le prince de Conti.
Regnard décrit cette maison et ses plaisirs dans une de ses Épîtres, qui est imitée d’Horace.
Il passait la belle saison au château de Grillon - une acquisition près de Dourdan, où il chassait régulièrement le cerf et le chevreuil. Il y composa une grande partie de ses ouvrages. Il travailla d'abord pour le Théâtre-Italien (1688-1696), puis fit jouer au Théâtre-Français plusieurs comédies qui eurent un grand succès (1694-1708). Il y recevait aussi joyeuse compagnie, joignant aux plaisirs de la table ceux de la chasse.
Regnard mourut d’indigestion le 4 septembre 1709 en son château de Grillon à Dourdan. Il est inhumé le 5 septembre 1709 dans la chapelle de la Vierge de l'église Saint-Germain-d'Auxerre de Dourdan.

## Théâtre
Regnard fut, après Molière, le premier comique français. Il avait trente-trois ans lorsqu’il commença à écrire pour le Théâtre-Italien ; il en avait trente-neuf quand il fit jouer sa première pièce au Théâtre-Français, et quarante-et-un quand il donna Le Joueur, pièce dans laquelle parut renaître la bonne comédie, morte depuis vingt-trois ans avec Molière.
La gaieté, la verve, la facilité, un fonds inépuisable de saillies et de traits plaisants distinguent ses œuvres. Regnard a rarement la profondeur de l’observation et la conception forte des caractères. Mais s’il ne fait pas souvent penser, il fait toujours rire. Il saisit admirablement les ridicules et les peint vivement. Il excelle à nouer et à dénouer l’intrigue, et ne laisse jamais languir l’action. Son style a des négligences, des incorrections, même des fautes de versification, mais ces défauts sont rachetés par le naturel, la franchise et l’entrain du dialogue, par la souplesse et l’aisance du vers. On a dit qu’il tirait ses expressions du vrai fonds de la langue. On lui a reproché une indifférence morale, un scepticisme épicurien qui lui fait envisager le vice sans indignation, pourvu qu’il soit gai et spirituel, en peignant les mœurs de la fin du XVIIe siècle, la passion du jeu, l’hypocrisie. Il a laissé au public le soin de tirer lui-même les conséquences morales des vices qu’il met en scène.
Au point de vue de l’art, on lui a reproché sa tendance à exagérer la plaisanterie, à tourner le comique à la bouffonnerie, non seulement dans ses farces du Théâtre-Italien, mais aussi dans quelques-unes de ses pièces du Théâtre-Français, ce qui a fait dire à Joubert d’une façon sentencieuse et trop absolue : « Regnard est plaisant comme le valet, et Molière comique comme le maître. » Voltaire a dit mieux : « Qui ne se plaît point aux comédies de Regnard, n’est point digne d’admirer Molière. »
Le Joueur, représenté, pour la première fois, à Paris, le 19 décembre 1696, est celle des pièces de Regnard qui, la première, donna un haut rang sur la scène française à son auteur.
Le 2 décembre 1697, Regnard fit représenter Le Distrait, une pièce versifiée en cinq actes. Cette comédie tomba du fait de sa nouveauté. Mais, reprise trente ans plus tard, elle réussit et resta au répertoire. Elle met en scène le Ménalque de La Bruyère. Le Distrait, comme Ménalque, oublie qu’il est marié, au moment même où il vient d’obtenir la main de celle qu’il aime. On a dit que ce n’était pas là un caractère, une habitude morale, mais un défaut d’esprit, un vice d’organisation peu propre à être porté au théâtre, parce qu’il ne paraît pas susceptible de développements. Mais la pièce se sauve par les traits plaisants et les incidents comiques.

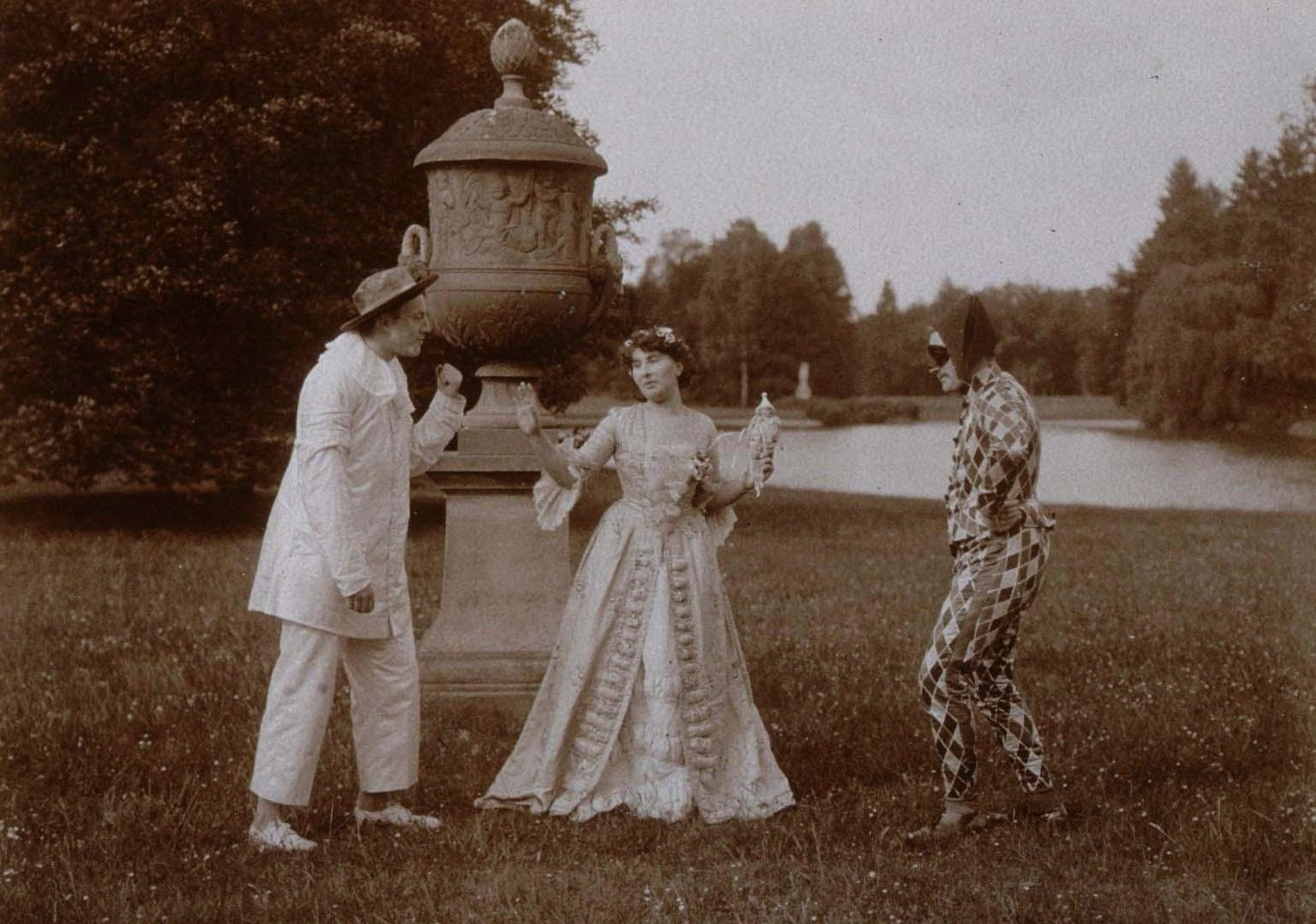
Représentation du Mariage de la Folie au château de Pourtalès en 1911.

Démocrite, en cinq actes et en vers, joué le 12 janvier 1700, est un ouvrage froid par le fond même du sujet, qui met en scène le philosophe Démocrite amoureux de sa pupille. Cependant quelques situations heureuses l’ont maintenu longtemps au théâtre. Le Retour imprévu, en un acte, en prose, joué le 11 février 1700, est une pièce d’une grande gaieté, quoique fondée entièrement sur les mensonges d’un valet ; le comique, qui y est très naturel, n’y devient jamais bas. Les Folies amoureuses, en trois actes, en vers, furent jouées le 15 février 1701, avec un divertissement intitulé le Mariage de la Folie. La gaieté de la pièce va jusqu’à la bouffonnerie de la commedia dell’arte, car Regnard a repris la trame d’un vieux canevas italien, la Folle supposée, sur laquelle il a brodé : l’héroïne, Agathe, trouve mille inventions plaisantes pour se soustraire à toutes les contraintes qu’elle a en horreur. Son tuteur, Albert, s’imaginant qu’Éraste et son valet sont dans son camp, leur confie que sa pupille est devenue folle. En réalité, Agathe simule la folie pour se rapprocher d’Éraste qu’elle aime. Crispin promet de la guérir en faisant passer sa folie dans le corps d’un autre.
Les Ménechmes ou les Jumeaux, en cinq actes, en vers, furent joués le 4 décembre 1705. Regnard y a repris avec beaucoup de succès le sujet traité par Plaute pour tirer de la ressemblance des deux frères maintes situations très divertissantes.
Le Légataire universel, en cinq actes, en vers, joué le 9 février 1708, est placé par des critiques au-dessus de toutes les pièces de Regnard, même du Joueur ; c’est du moins celle où la véritable nature de son talent se montre le mieux dans tout son jour, et c’est peut-être le chef-d’œuvre de cette gaieté comique qui se borne à faire rire. Il n’y a rien de plus plaisant au théâtre que le testament de Crispin, dans cette pièce où la verve et l’entrain se soutiennent d’un bout à l’autre.
Les autres pièces que Regnard a données au Théâtre-Français sont : Attendez-moi sous l’orme, en un acte en prose (19 mai 1694), comédie aussi attribuée à Charles Dufresny, son complice au Théâtre-Italien ; la Sérénade, un acte en prose (3 juillet 1694) ; le Bal, un acte en vers, joué d’abord sous le titre du Bourgeois de Falaise (14 juin 1696) ; la Critique du Légataire universel, un acte en prose (19 février 1708).
Ses pièces au Théâtre-Italien sont : le Divorce, trois actes en prose (17 mars 1688) ; la Descente d’Arlequin aux enfers, scènes en prose (5 mars 1689) ; l’Homme à bonnes fortunes, trois actes en prose (10 janvier 1690) ; la Critique de l’Homme à bonnes fortunes, un acte en prose (15 mars 1690) ; les Filles errantes, scènes en prose (24 août 1690) ; la Coquette ou l’Académie des dames, trois actes en prose (17 janvier 1691) ; les Chinois, quatre actes en prose, avec Charles Dufresny (13 décembre 1692) ; la Baguette de Vulcain, un acte en prose et vers mêlés, avec le même (10 janvier 1693) ; la Naissance d’Amadis, un acte en prose et vers (10 février 1694) ; la Foire Saint-Germain, trois actes en prose, avec Dufresny (26 décembre 1695) ; la Suite de la Foire Saint-Germain ou les Momies d’Égypte, un acte prose et vers (19 mars 1696).
De plus, Regnard a fait représenter en 1699, à l’Académie royale de musique, le Carnaval de Venise, un ballet en trois actes, avec prologue. Il a laissé, sous forme manuscrite, les Souhaits, un acte en vers libres ; les Vendanges ou le Bailli d’Asnières, un acte en vers, représenté sans succès au théâtre de la Porte-Saint-Martin, le 15 mars 1823 ; Sapor, tragédie.
Outre son théâtre, Regnard a écrit des Épîtres, des Satires, des Poésies diverses, ses Voyages et un roman. Ses Épîtres et ses Satires, où abondent les imitations des anciens, ont les défauts d’une versification négligée, incorrecte, souvent prosaïque, mais il s’y trouve des vers heureux, des morceaux faciles et agréables. Dans une Épître à Quinault, il avait parlé de Boileau avec éloge. Plus tard, il se brouilla avec ce dernier et fit en 1693 une Satire contre les maris, en réponse à la Satire contre les femmes. En 1695, Boileau, dans son épître À mes vers, le plaça parmi les mauvais écrivains : « À Sanlecque, à Regnard, a Bellocq comparé. »
Regnard se vengea par une violente satire, intitulée le Tombeau de M. Boileau-Despréaux, où il supposait que celui-ci était mort de chagrin à cause de l’insuccès de ses derniers ouvrages. On réconcilia les deux adversaires, Regnard dédia à Boileau ses Ménechmes (1706) et Boileau modifia ainsi les vers du son épître : « À Pinchêne. À Linière, à Perrin comparé. »
Parmi les relations de voyage écrites par Regnard, le Voyage de Laponie est le plus curieux. Les autres, à savoir Voyage de Flandre et de Hollande, Voyage de Danemark, Voyage de Suède, Voyage de Pologne, Voyage d’Allemagne, sont moins intéressants.
On a encore de Regnard un Voyage en Normandie, en prose mêlée de vers, et un Voyage à Chaumont, sous forme de chanson. Il a fait, sur son voyage en Italie et sa captivité à Alger, un roman intitulé la Provençale, relaté sur un ton héroïque, suivant la mode encore régnante, mais d’un style moyen et souvent incorrect.
La première édition complète de ses Œuvres fut publiée en 1731 (Paris, 5 vol. in-12) et 1750, chez Prault ou Damonneville, 4 volumes petits in 12 (vignettes gravées sur les titres) qui contient le Carnaval de Venise en plus. Parmi les éditions plus récentes, on distingue celle d’Alexandre Calame (Genève, Droz, 1981), de Charles Mazouer (Genève, Droz, 1994-1994), John Dunkley (Genève, Droz, 1986).

## Œuvres de théâtre
- Arlequin homme à bonne fortune (1690) ;
- La Coquette (17 janvier 1691) ;
- Attendez-moi sous l’orme et La Sérénade (1694) ;
- La Foire Saint-Germain (1695)[8] ;
- La Suite de la Foire Saint-Germain ou Les Momies d'Égypte (1696)[9] ;
- Le Joueur (1696) ;
- Le Distrait (1697) ;
- Le Carnaval de Venise (1699)
- Démocrite amoureux et Le Retour imprévu (1700) ;
- Les Folies amoureuses (1704) ;
- Les Ménechmes (1705) ;
- Le Légataire universel (1708).

## Roman
- La Provençale (imprimé en 1731, posthume)

## Autres œuvres
- Le Voyage en Laponie (rédigé vers 1681 et publié en 1730), réédition collection Mémoires d'hommes, Ginkgo éditeur, 2010  (ISBN 978-2-84679-085-7).

## Source
- Gustave Vapereau, Dictionnaire universel des littératures, Paris, Hachette, 1876, p. 1707-9.

## Textes en ligne
- Œuvres complètes, t. 1, t. 2, t. 3, t. 4, t. 5, t. 6, Paris, J. L. J. Brière, 1823
- Voyage de Normandie : Lettre à Artémise (1689).

## Éditions critiques
- Satire contre les maris par Regnard et L'Apologie des femmes par Charles Perrault, illustrations de Clauss, chez Gibert Jeune Librairie d'amateurs, Paris, 1947.
- Jean-François Regnard, Théâtre français, Sabine Chaouche (dir.), Paris, Éditions Classiques Garnier, 2015, t. 1.
- Jean-François Regnard, Théâtre français, Sabine Chaouche (dir.), Paris, Éditions Classiques Garnier, 2015, t. 2.
- Jean-François Regnard, Voyages - Roman et récits, Éditrice scientifique: Sylvie Requemora-Gros, Paris, Éditions Classiques Garnier, 2020.

## Musique
- Georges Bizet, Pastorale